# 무지카 포풀라르 브라질레이라

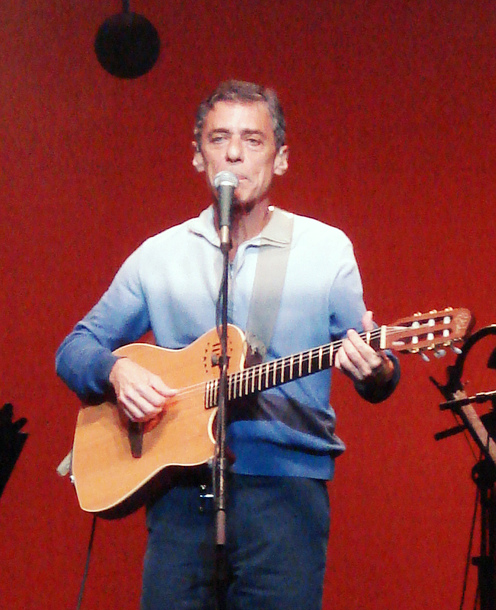

무지카 포풀라르 브라질레이라(브라질 포르투갈어: Música Popular Brasileira, MPB) 또는 브라질 대중음악은 브라질의 대중음악 갈래를 가리키는 용어다. 1960년대 후반 보사노바가 등장한 이후부터 만들어졌으며 자국의 전통 음악에 재즈와 록 음악을 결합한 형태다.

## 주요 인물
- 안토니우 카를루스 조빙 (Antônio Carlos Jobim) - Antônio의 약자이자 애칭인 Tom ("통") 조빙으로 알려져 있다. 고전음악 지휘자 출신으로서 고전음악 패턴을 이용하여 단순화시켜서 대중들이 즐기고 공감할 수 있는 음악을 만들어서 MPB의 창시자와 원조로 간주되고 있다.
- 비니시우스 지 모라이스 (Vinícius de Moraes) - 시인 출신, 이파네마에서 온 소녀(브라질 포르투갈어: Garota de Ipanema)를 작사하였다
- 엘리스 헤지나 (Elis Regina)
- 제라우두 반드레 (Geraldo Vandré)
- 가우 코스타 (Gal Costa)
- 조르지 벤 조르 (Jorge Ben Jor)
- 지우베르투 지우 (Gilberto Gil)